# Bloqueio de Berlim
O Bloqueio de Berlim (24 de junho de 1948 – 12 de maio de 1949) tornou-se uma das maiores crises da Guerra Fria, desencadeada quando a União Soviética interrompeu o acesso ferroviário, rodoviário e hidroviário à cidade de Berlim Ocidental. Seu objetivo era forçar as potências ocidentais a sair, dando assim o controle soviético sobre toda a cidade.
Em resposta, os aliados ocidentais organizaram a ponte aérea de Berlim para transportar suprimentos para as pessoas em Berlim Ocidental. A Força Aérea dos Estados Unidos e os britânicos da Força Aérea Real fizeram mais de 200 000 voos em um ano, com até 4700 toneladas diárias de suprimentos, como combustível e comida para os berlinenses.

## Divisão da Alemanha no pós-guerra

Zonas de ocupação pelas potências aliadas da Alemanha derrotada, após 1945, com a localização de Berlim.

Com o término da Segunda Guerra Mundial em 8 de maio de 1945, tropas soviéticas e ocidentais (americanas, britânicas e francesas) encontravam-se espalhadas pela Europa, aquelas a leste, estas a oeste, formando uma linha divisória arbitrária no centro do continente. Na Conferência de Potsdam, os aliados acordaram dividir a Alemanha derrotada em quatro zonas de ocupação (conforme os princípios previamente definidos na Conferência de Ialta), conceito também aplicado a Berlim, que foi então partilhada em quatro setores, o setor francês, setor britânico, setor americano e o setor soviético. Como Berlim havia ficado bem no centro da zona de ocupação soviética da Alemanha (que viria a tornar-se a Alemanha Oriental), as zonas americana, britânica e francesa em Berlim encontravam-se cercadas por território ocupado pelo Exército Vermelho.
A zona soviética produzia muito dos abastecimentos da Alemanha de alimentos, enquanto o território das zonas britânica e americana tinha que contar com a importação de alimentos, mesmo antes da guerra. Além disso, o líder soviético Joseph Stalin ordenou a incorporação de parte do leste da Polônia à União Soviética e, para compensar a Polônia, cedeu a ela uma grande parte da Alemanha a leste da linha Oder-Neisse. Esta área continha grande parte das terras férteis alemãs. O governo da Alemanha ocupada foi coordenado pelas quatro potências através do Conselho de Controle Aliado (ACC).

## A zona soviética e os direitos dos Aliados de acesso a Berlim

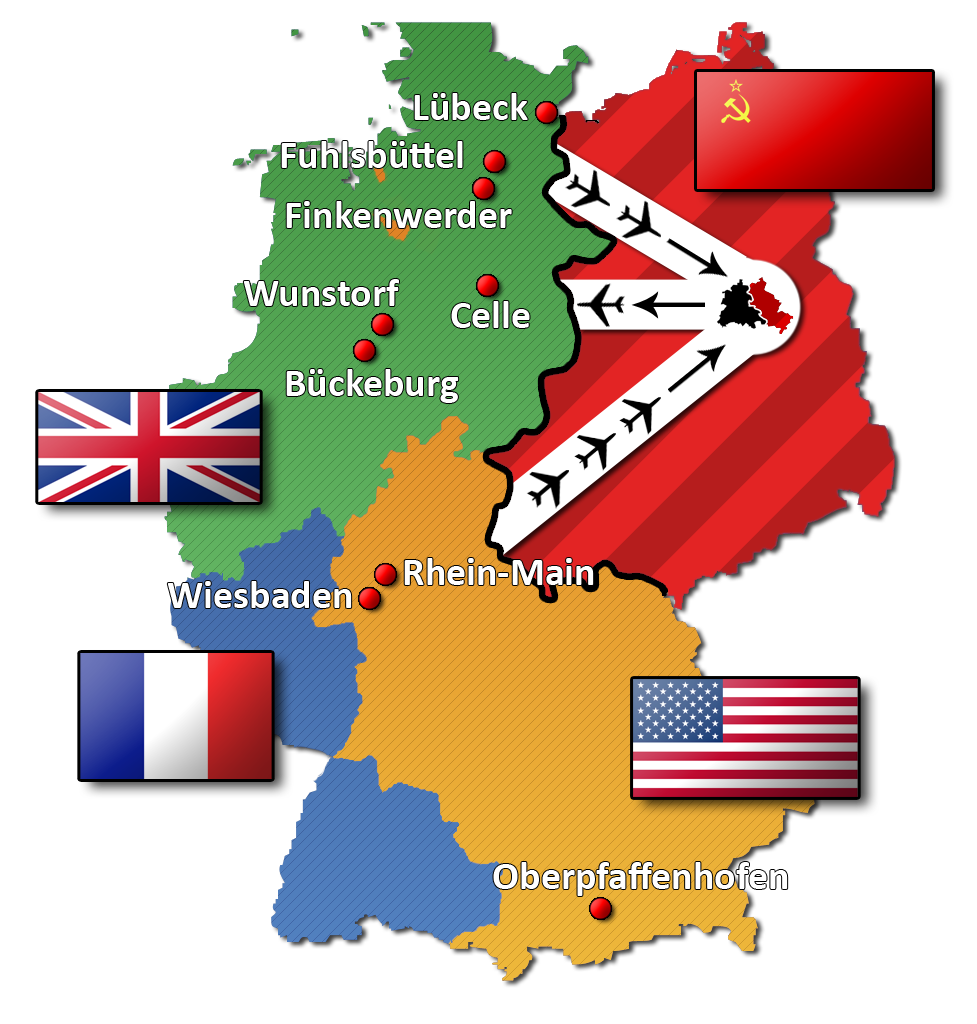
Os únicos três admissíveis corredores aéreos até Berlim.

Na zona leste, as autoridades soviéticas forçosamente unificaram o Partido Comunista da Alemanha e Partido Social-Democrata da Alemanha no Partido Socialista Unificado da Alemanha ("SED"), alegando que no momento ele não teria uma orientação marxista-leninista ou orientação soviética, enquanto a Administração Militar Soviética suprimiu todas as outras atividades políticas. Fábricas, equipamentos, técnicos, gestores e pessoal qualificado foram removidos para da União Soviética.
Em uma reunião de junho de 1945, Stalin disse aos líderes comunistas alemães que esperava lentamente minar a posição britânica dentro de sua zona de ocupação, que os Estados Unidos iriam retirar dentro de um ano ou dois, e que nada, então, ficaria no caminho de uma Alemanha unida sob controle comunista dentro da órbita soviética. Stalin e outros líderes disseram ao visitar delegações búlgara e iugoslava, no início de 1946, que a Alemanha devia ser soviética e comunista.
A URSS encerrou o bloqueio à 00h01 de 12 de maio de 1949. Contudo, a ponte aérea continuou a funcionar até 30 de setembro, pois os quatro países ocidentais preferiram criar um estoque de suprimentos em Berlim Ocidental para o caso de novo bloqueio soviético.
Um outro fator que contribuiu para o bloqueio foi de que nunca houve um acordo formal garantindo o acesso ferroviário e rodoviário para Berlim através da zona soviética. No final da guerra, os líderes ocidentais basearam-se na boa vontade Soviética para proporcionar-lhes um direito tácito para tal acesso. Na época, os aliados ocidentais assumiram que a recusa soviética em proporcionar outros acessos para o transporte de carga, além da ferroviária, e limitada a 10 trens por dia, era temporária, mas os soviéticos se recusaram a expansão para as várias rotas adicionais que foram propostas posteriormente.
Os soviéticos também concederam apenas três corredores aéreos de acesso a Berlim, a partir de Hamburgo, Buckeburgo e Frankfurt. Em 1946, os soviéticos pararam a entrega de mercadorias agrícolas de sua zona no leste da Alemanha, e o comandante americano, Lucius D. Clay, respondeu, parando a transferência de indústrias desmantelados de oeste da Alemanha para a União Soviética. Em resposta, os soviéticos começaram uma campanha de relações públicas contra a política americana, e começaram a obstruir o trabalho administrativo de todas as quatro zonas de ocupação.
Até que o início do bloqueio, em 1948, a Administração Truman não tinha decidido se forças americanas deviam permanecer em Berlim Ocidental, após o estabelecimento de um governo da Alemanha Ocidental, previsto para 1949.

## O foco em Berlim e as eleições de 1946
Berlim tornou-se rapidamente o ponto focal dos esforços de ambos, norte-americanos e soviéticos, para realinhar a Europa em suas respectivas visões. Como Molotov observou, "O que acontece em Berlim, acontece à Alemanha, o que acontece na Alemanha, acontece à Europa".
Berlim tinha sofrido um dano enorme e sua população pré-guerra, de 4,6 milhões de pessoas, fora reduzida para 2,8 milhões, mas a cidade podia produzir apenas 2% das suas necessidades alimentares. Os aliados ocidentais não foram autorizados a entrar na cidade, até dois meses após a rendição da Alemanha, durante o qual a população local sofreu tratamento brutal nas mãos do exército soviético.
Depois de um tratamento severo, emigração forçada, repressão política e o inverno particularmente difícil de 1945–1946, os alemães na zona controlada pela União Soviética se tornaram hostis aos esforços soviéticos. As eleições locais, em meados de 1946, resultaram em um voto de protesto maciço anticomunista, especialmente no setor soviético de Berlim. Os cidadãos de Berlim esmagadoramente elegeram membros democráticos ao seu conselho municipal (com uma maioria de 86%), fortemente rejeitando os candidatos comunistas.

## O início da ponte aérea de Berlim

### O início do bloqueio

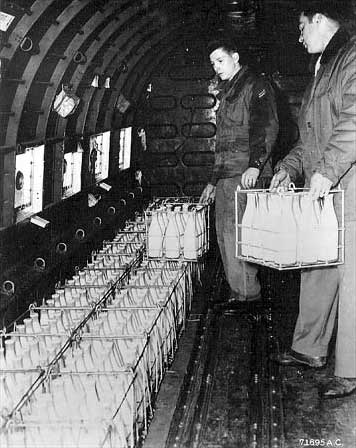
Carregamento de leite em um avião para Berlim Ocidental.

Em 24 de junho, os soviéticos interromperam todas as comunicações rodoviárias entre as zonas não soviéticas e Berlim. No mesmo dia, também foram paralisados todos os serviços ferroviários e o tráfego de barcaças dentro e fora de Berlim. Em 25 de junho, os soviéticos suspenderam o fornecimento de alimentos para a população civil nos setores não soviéticos de Berlim e também cortaram a eletricidade da cidade, usando o seu controle sobre as usinas geradoras na zona soviética.
O tráfego de superfície para as zonas não soviéticas de Berlim foi totalmente bloqueado, permanecendo abertos apenas os corredores aéreos. Os soviéticos rejeitaram os argumentos de que os direitos de ocupação nos setores não soviéticos de Berlim e de uso das rotas de abastecimento durante os três anos anteriores tinham dado a Grã-Bretanha, França e Estados Unidos o direito legal de uso das estradas, túneis, ferrovias e canais. 
Depois da guerra, a Grã-Bretanha, a França e os Estados Unidos, aparentemente contando com a boa vontade soviética, nunca haviam negociado um acordo com a URSS para garantir os direitos acesso terrestre a Berlim através da zona soviética. O bloqueio viria a ser o foco das tensões que levariam à dissolução da aliança entre a URSS e as potências ocidentais formada na Segunda Guerra. A crise arrefeceu quando ficou claro que a URSS não impediria a ponte aérea, organizada e operada pelos Estados Unidos, Reino Unido e França, para levar alimentos e outros gêneros à população da cidade. Na primavera de 1949, esse esforço se mostrava claramente um sucesso, e, em abril, o transporte aéreo estava entregando um volume carga superior ao que era anteriormente transportado de trem para a cidade. O sucesso da ponte aérea de Berlim parece ter surpreendido os soviéticos. O bloqueio foi finalmente levantado em maio de 1949, com a criação de dois Estados alemães separados, a República Federal da Alemanha (Alemanha Ocidental) e a República Democrática Alemã (Alemanha Oriental), ficando a cidade de Berlim também dividida em dois setores — Berlim Ocidental e Berlim Oriental.